# Collection: The Shrapnel Years
A Collection: The Shrapnel Years Greg Howe 2006-ban megjelent válogatásalbuma, melyet a Shrapnel Records jelentetett meg. A korongon azon albumokról hallhatóak dalok, melyek a Shrapnel kiadásában jelentek meg. A kiadvány 1988-tól 2003-ig foglalja össze Howe karrierjét, mely a guitar9 weboldal kritikája szerint Howe legjobb instrumentális pillanatait tartalmazza.

## Számlista
Az összes dal szerzője Greg Howe. 
| 1.    | Bad Racket         | Greg Howe       | 3:39 |
| 2.    | Jump Start         | Introspection   | 4:40 |
| 3.    | No Place Like Home | Introspection   | 4:23 |
| 4.    | Faulty Outlet      | Uncertain Terms | 4:23 |
| 5.    | Howe 'Bout It      | Parallax        | 5:30 |
| 6.    | Joker's Wild       | Parallax        | 5:59 |
| 7.    | Quiet Hunt         | Five            | 5:59 |
| 8.    | Three Toed Sloth   | Five            | 4:13 |
| 9.    | Abrupt Terminal    | Ascend          | 5:47 |
| 10.   | Blindfold Drive    | Hyperacuity     | 6:12 |
| 11.   | Crack It Way Open  | Extraction      | 5:57 |
| 56:42 |                    |                 |      |

## Közreműködők
- Greg Howe – gitár, gitárszintetizátor, akusztikus gitár, billentyűs hangszerek, (9. és 11. dalokban), dob (4. dalban), basszusgitár (4. és 9. dalban), hangmérnök, producer
- Vitalij Kuprij – billentyűs hangszerek (9. dalban)
- David Cook – billentyűs hangszerek (11. dalban)
- Atma Anur – dob (első és 8. dalban)
- Kevin Soffera – dob (2. 3. és a 10. dalban), udu
- Jon Doman – dob (5. 6. 9. dalban)
- Dennis Chambers – dob (11. dalban)
- Billy Sheehan – basszusgitár (az első dalban)
- Alsamad Caldwell – basszusgitár (2. dalban)
- Vern Parsons – basszusgitár(3. dalban), hangmérnök
- Andy Ramirez – basszusgitár(5. és 6. dalban)
- Kevin Vecchione – basszusgitár (7. és 8. dalban)
- Dale Fischer – basszusgitár (10. dalban)
- Victor Wooten – basszusgitár (11. dalban)
- Steve Fontano – hangmérnök
- Mark Gifford – hangmérnök
- Mark Rafferty – hangmérnök
- Mike Varney – producer